# Mania Shochat
Mania Shochat (en hebreo: מניה שוחט‎, también Mania, nacida Wilbuszewicz; 1878-1961), en ruso María Vulfovna Wilbuszewicz-Shohat (en ruso: Мария Вульфовна Вильбушевич-Шохат) fue una política ruso-judía que se convirtió en una figura destacada en el movimiento sionista. Influyó en el establecimiento de kibutzim en Palestina a principios de 1900, cuando la zona pertenecía al Mutasarrifato de Jerusalén, parte de la Siria otomana (Imperio otomano). Estos kibutzim sentaron las bases para el establecimiento del Estado de Israel en 1948.

## Biografía
Mania Wilbuszewicz nació el 11 de octubre de 1878 en la Gobernación de Grodno del Imperio ruso (actual Bielorrusia) de padres judíos adinerados y creció en la finca familiar cerca de Lososna, en la zona de la ciudad de Grodno.
Era descendiente del conde Vibois, un oficial del ejército de Napoleón que se convirtió al judaísmo después de casarse con una mujer judía. Uno de sus hermanos, Isaac, estudió agricultura. Fue expulsado por abofetear a un profesor que, en el transcurso de una conferencia, declaró que los judíos estaban chupando la sangre de los agricultores en Ucrania. A finales de 1882, partió hacia Palestina y se unió al movimiento Bilu. Sus cartas a casa fueron una poderosa influencia para la joven Mania. Otro de sus hermanos, un ingeniero llamado Gedalías, también fue a Palestina en 1892 y ayudó a financiar la educación de sus hermanos menores.
Cuando era joven, Mania fue a trabajar a la fábrica de su hermano en Minsk para aprender sobre las condiciones de la clase trabajadora. En 1899, fue encarcelada y sometida a largos interrogatorios sobre sus contactos con los revolucionarios del Bund. Mientras estaba en prisión, se enamoró de Serguéi Zubátov, agente provocador y jefe de la policía secreta zarista en Moscú, conocido como el defensor del «socialismo policial». Zubátov concibió un plan que coincidía con las nociones ideológicas de Mania, a través del cual los trabajadores formarían organizaciones «domesticadas» que trabajarían por la reforma más que por el derrocamiento del gobierno. Estaba convencida de que esto también ayudaría a lograr los derechos de los judíos.
Mania procedió a fundar el Partido Laborista Independiente Judío en 1901. El partido tuvo éxito en liderar huelgas porque la policía secreta lo apoyó, pero fue detestado por el Bund y otros grupos socialistas judíos. El partido colapsó y sus miembros fueron acorralados en 1903 tras el pogromo de Chisináu. Experimentando, como ella misma dijo, una «grave angustia emocional» tras el fracaso de su organización política y el arresto de sus amigos, contempló el suicidio. Según Shabtai Teveth, ella mató a un vendedor de puerta en puerta que llamó a su escondite en Odesa pensando que era un miembro de la policía secreta. Desmembró el cuerpo y envió los restos a cuatro lugares diferentes del Imperio ruso. Aceptó una invitación de su hermano Nachum, quien fue el fundador de la fábrica de jabón Shemen en Haifa, para acompañarlo en una expedición de investigación a algunos de los lugares más salvajes de Palestina. Llegó el 2 de enero de 1904.
Mania se enamoró de la belleza de la tierra y se sintió especialmente conmovida por la difícil situación del asentamiento judío en el Haurán. El barón Edmond James de Rothschild había comprado tierras en la zona, pero el gobierno otomano estipuló que no se permitiera a los judíos establecerse allí. Un pequeño grupo que había hecho caso omiso de la decisión fue desalojado, por lo que el barón recurrió al arrendamiento de las parcelas de tierra a los árabes felahin. Mania decidió visitar todas las colonias del barón y comprobar por sí misma por qué estaban en apuros financieros. Se familiarizó y quedó muy impresionada por Yehoshua y Olga Hankin. Su decisión de quedarse se debió en gran parte a su influencia.
Como resultado de su primera visita, Mania llegó a una conclusión que anticipaba la de Arthur Ruppin. Comprendió que el modelo de asentamiento de plantaciones, favorecido por el barón Rothschild, donde los propietarios judíos empleaban a trabajadores árabes y estaban sujetos a supervisores económicos, nunca podría ser la base de la vida nacional judía. Llevó a dificultades financieras y desafección. Llegó a la conclusión de que sólo los asentamientos agrícolas colectivos podrían producir trabajadores y agricultores judíos que serían la base para la construcción de una patria judía. Su primera prioridad era encontrar una solución para el problema en Haurán.
Mania se fue a París (Francia), donde uno de sus hermanos era editor de una revista agrícola, para investigar la viabilidad de sus ideas y luego convencer al barón de que las apoyara. En 1905, una nueva ola de pogromos se extendió por el Imperio ruso. Meir Cohen, un viejo amigo de Minsk, llegó a París en busca de la ayuda de la comunidad judía para comprar armas y poder defenderse. Mania dejó a un lado el proyecto Haurán y dedicó sus esfuerzos a la recaudación de fondos. Convenció a Rothschild para que donara 50 000 francos de oro con ese fin.
Las armas y municiones se compraban en Lieja (Bélgica) y se introducían de contrabando en el Imperio ruso. Para entregar el último envío, Mania se disfrazó de una joven rabbanit (mujer de un rabino) de Fráncfort, llevando ocho cajas de escrituras, un regalo para las yeshivot de Ucrania. Las armas fueron entregadas con éxito a la clandestinidad judía.
Mania regresó a Palestina en 1906 para continuar con su plan para Haurán. Hacia finales de año, viajó a Estados Unidos para recaudar fondos y armas para los judíos rusos. Durante su estancia en Estados Unidos conoció a Judah Magnes, y formaron una amistad duradera. La idea de los asentamientos colectivos en general, y el plan Haurán en particular, no recibió ningún apoyo. Se dio cuenta de que la única forma de convencer a la gente de que podía funcionar era poniéndolo en práctica, por lo que regresó a Palestina en 1907. Mania compartió su idea con los miembros de «Poalei Zion» y «Hapoel Hatzair». Hankin convenció a Eliahu Krauze para que les diera la administración de un experimento agrícola fallido en Sejera durante un año. Mania fue nombrada gerente responsable de establecer una granja de entrenamiento en Sejera. La granja fue utilizada como refugio por Bar Giora, una milicia clandestina recién formada fundada por Israel Shochat y Yitzhak Ben-Zvi. Al año siguiente, Bar Giora se reinventó como Hashomer. Su objetivo era asumir la responsabilidad de proteger los asentamientos judíos, que anteriormente habían sido utilizados por vigilantes locales.
En mayo de 1908, Mania se casó con Israel Shochat, que era 9 años menor que ella. Tuvo 2 hijos con él: Gideon (Geda; 1912-1966) y Anna (1917-después de 1986).
Se trasladaron a la colonia alemana de Haifa en 1910. Tres años más tarde se trasladaron a Constantinopla, donde Mania enseñó alemán mientras Israel estudiaba para obtener un título de derecho otomano.
En noviembre de 1914 fue arrestada y enviada a Damasco para ser interrogada y posteriormente fue deportada, junto con su marido, a Bursa, en el Valiato de Hüdavendigâr de Anatolia. Regresaron alrededor de la Pascua de 1919, después de asistir a la asamblea de Poalei Zion en Estocolmo (Suecia).
En 1921 estaba en Tel Aviv cuando estallaron disturbios con turbas árabes que atacaban a los judíos en Jaffa. Junto con otros miembros de Hashomer, participó en la lucha. Con gran riesgo, caminaba por ahí, disfrazada de enfermera de la Cruz Roja, para estar al tanto de los acontecimientos. Su experiencia en Rusia le fue útil cuando intentaron contrabandear granadas para los defensores de Petaj Tikva. Las escondió entre cestas de verduras y huevos. El coche en el que iban se atascó a las afueras de la ciudad. Se acercó una patrulla de caballería india. Su función era registrar a todos los viajeros en busca de armas. Mania evitó el desastre. Corrió hacia la patrulla, rogándoles que ayudaran a rescatar el coche del barro. Mientras lo sacaban, ella miró las canastas, diciendo que no quería que se rompieran los huevos. La caballería incluso les proporcionó una escolta hasta que llegaron a la ciudad.

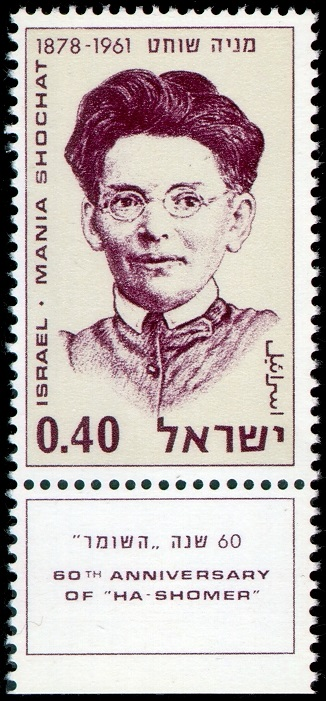
Mania Shochat en un sello por el 60 aniversario de Hashomer, 1970. En el mismo se indica su año de nacimiento en 1878; en vez de 1879 o 1880.

Después de que terminaron los disturbios, viajó a los Estados Unidos para recaudar fondos para los esfuerzos de defensa. Debido a una serie de diferencias de opinión entre ella y Pinhas Rutenberg, la transferencia de fondos fue congelada y las dos no se hablaron durante años. Sin embargo, logró enviar varios miles de dólares a su marido, que la esperaba en Viena (Austria), destinados a la compra de armas para la Haganá. Israel Shochat supervisó la adquisición y el envío de las armas a Palestina.
Tras la disolución de Hashomer en 1920, Mania y otros veteranos establecieron una nueva organización secreta llamada el Círculo. Una de sus bases estaba en Kefar Giladi y su primera acción, en mayo de 1923, fue el asesinato de Tawfiq Bey, un oficial de policía de alto rango en Jaffa en el momento de los disturbios.
En 1924 fue una de las arrestadas en relación con el asesinato de Jacob Israël de Haan. Posteriormente, rompió relaciones con Ben-Gurión por no haber salido en su defensa cuando se supo que la Haganá de Jerusalén había ordenado el asesinato.
En 1925 se unió a Brit Shalom, un grupo judío que abogaba por un estado binacional en Palestina.
Mania e Israel Shochat participaban activamente en el Gdud HaAvoda (literalmente: el «Batallón de Trabajo») y en la inmigración clandestina, así como en el contrabando de armas. En 1930, Mania Shochat fue uno de los fundadores de la Liga para la Amistad Árabe-Judía. En 1948 se unió al partido Mapam.
Mania Shochat falleció el 1 de Adar de 5721 (17 de febrero de 1961) en Tel Aviv y fue enterrada en la sección Shomrim del cementerio de Kefar Guiladi. Su esposo murió el mismo año.

## En la cultura popular
La vida de Mania Shochat es el tema de una novela de la autora israelí Dvora Omer, Bi-deharah.
Mania Shochat es un personaje principal en la película de 2003 de Amos Gitai, Berlín-Jerusalén. El nombre de su personaje en la película es Tania Shohat.